# Hazuki (cantante)
Hazuki (葉月) (Kasugai, 10 de diciembre de 1982) es un cantante, compositor y músico japonés, conocido por ser el vocalista y compositor principal de la banda de rock Lynch. Su nombre real no es de conocimiento público.
Además del canto, Hazuki también toca el bajo, la guitarra y la batería.Así mismo suele realizar transmisiones en vivo de diversos videojuegos y charlas en su canal de YouTube.

## Carrera
Antes de ingresar a la escuela secundaria, Hazuki junto con algunos amigos, presentó su primer concierto en su ciudad natal.  Un total de 100 personas asistieron a este evento en el cual se tocaron covers de Kuroyume y L'Arc~en~Ciel.A la edad de 17 años, se convirtió en el vocalista de Kusse, hasta 1999.  En 2001, Hazuki formó la banda Berry con dos de sus antiguos compañeros (Yairi y Naoki) y lanzó el EP Hakuchi en noviembre de 2002. Berry realizó su último concierto el 4 de julio de 2003, y en este mismo mes, Hazuki y Naoki formaron Deathgaze. Sin embargo, en 2004 fue invitado por el guitarrista Reo y el baterista Asanao a ser parte de una nueva banda, dando origen a Lynch. 
A principios de 2005, Lynch presentó sus primeros espectáculos y el 20 de abril lanzaron su álbum debut: greedy dead souls.Antes de que Akinori se uniera oficialmente en 2010, solían depender de bajistas de apoyo. Esto provocó que, ocasionalmente, Hazuki se encargara de grabar las líneas de bajo.En el año 2010 Lynch se unió a un sello discográfico importante. Decidieron hacer una gira de celebración para conmemorar el suceso, pero Hazuki tuvo que ausentarse durante gran parte de esta debido a una laringitis.En 2013, colaboró con  Pay money To my Pain aportando su voz en la canción "Resurrection", incluido en el álbum Gene.
Hazuki realizó su primer concierto en solitario en 2016, titulado Souen (葬艶).El 1 de octubre fue invitado sorpresa en un concierto de Sads.Al año siguiente, fundó su proyecto de diseño U.R.G.E (Undefined Rebel Gothic Element), el cual produce diferentes artículos de moda como accesorios y camisetas.En 2020, participó en el álbum Aku de Mucc, cantando junto a Tatsurō en la canción Memai.  El 16 de septiembre de ese mismo año, lanzó su primer álbum en solitario llamado Souen -Funeral-(葬艶-FUNERAL-). Este contiene covers de varios artistas como Kuroyume, Buck-Tick y Luna Sea, junto a un estilo clásico y lleno de emoción. Además, logro alcanzar el noveno puesto en el Oricon Daily Chart.
Lynch. hizo una pausa el 31 de diciembre de 2021. Hazuki informó que estaba teniendo problemas para escribir canciones para la banda.Esto lo llevó a retomar su carrera en solitario. Lanzó dos sencillos y finalmente anunció el lanzamiento de su nuevo álbum como solista. Esta vez volvería como HAZUKI. El 12 de agosto de 2022 se estrenó en su canal de YouTube el vídeo musical de la canción Shichiseki no Rai (七夕乃雷), dirigida por Masaki Okita. El 31 de agosto, el álbum EGØIST salió a la venta en Japón y en Reino Unido a través de JPU Records. En el disco colaboró el guitarrista Pablo (Pay Money to my Pain), quien ya había participado en Souen -Funeral- .Se realizó una sesión de autógrafos 4 de septiembre en Tower Records de Shinjuku. El 25 de enero de 2023 lanzó un nuevo sencillo al estilo de Souen -Funeral- llamado 蓮華鏡 -Rengekyou-, el cual cuenta con una canción original y dos versiones clásicas de Crystalize y Allive, que pertenecen a su banda Lynch. Además de esto, presenta nuevos covers como ain't afraid to die de Dir en Grey, entre otros. Posteriormente, el 9 de julio de ese mismo año vuelve como HAZUKI con su sencillo 逆鱗 -Gekirin-.

## Vida personal
Hazuki nació en Kasugai el 10 de diciembre de 1982. Sus padres se divorciaron cuando él tenía 3 años y fue criado por sus abuelos.Estudió en la escuela secundaria Nagakute High School, pero no se graduó.En ella fue presidente del club de bádminton y trabajaba a tiempo parcial en una tienda de conveniencia.Algunas de sus aficiones son la pesca, los tatuajes y los videojuegos.Tiene dos gatas llamadas つきみ (Tsukimi) y よぎり (Yogiri), además de un perro caniche toy llamado マロウ (Marou).

## Influencias
Hazuki es fan de diferentes bandas visual kei. La primera que escuchó, y una de las más importantes en su vida, es Luna Sea. Así mismo, después de ver en televisión un video musical de Kuroyume, se inspiró en el vocalista Kiyoharu y decidió convertirse en cantante.Sus composiciones están fuertemente influenciadas por la música occidental y las bandas no japonesas que menciona como influencia son Skid Row y Pantera.